# Mengerschied

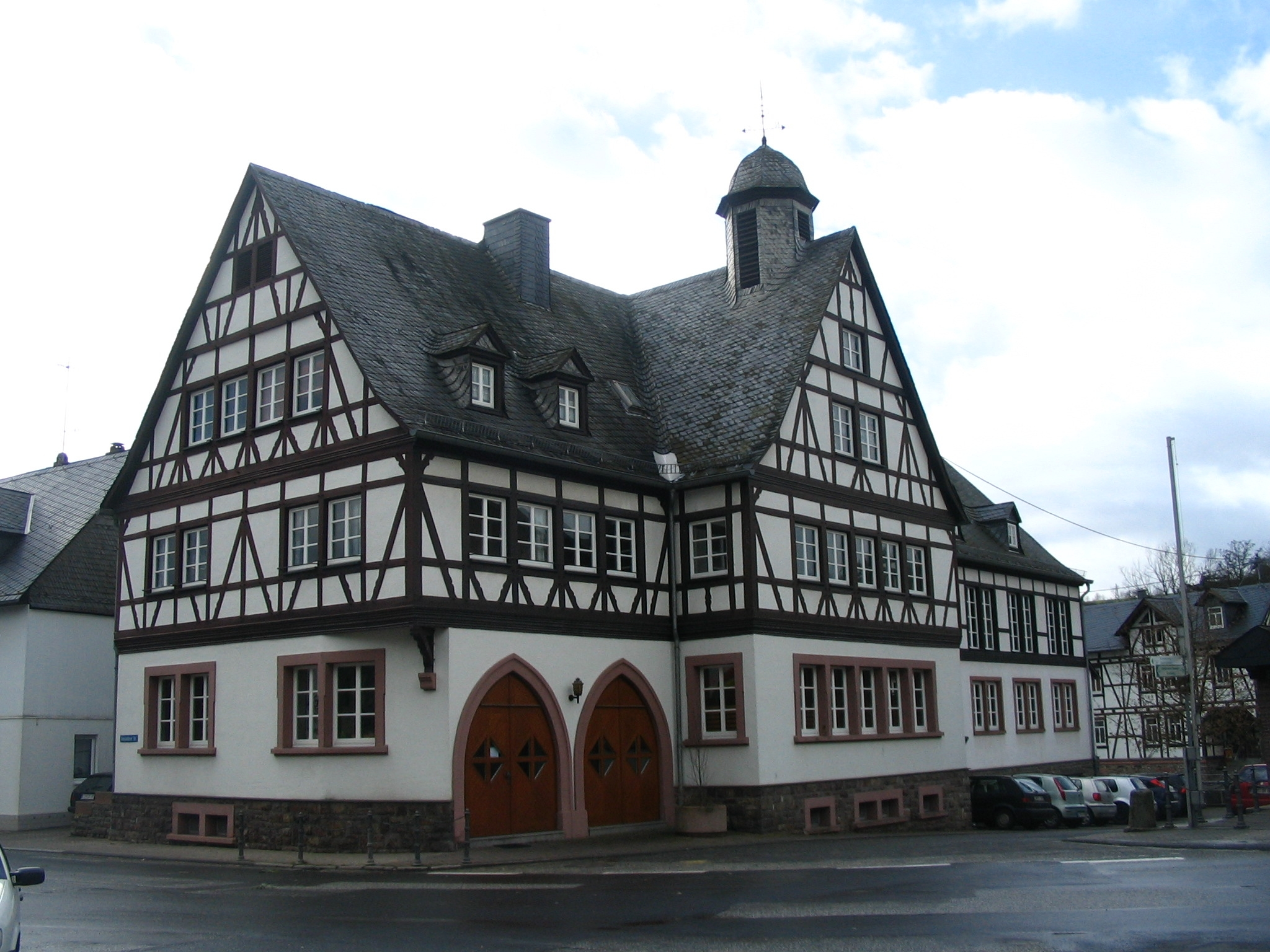
Rathaus im Dorfzentrum

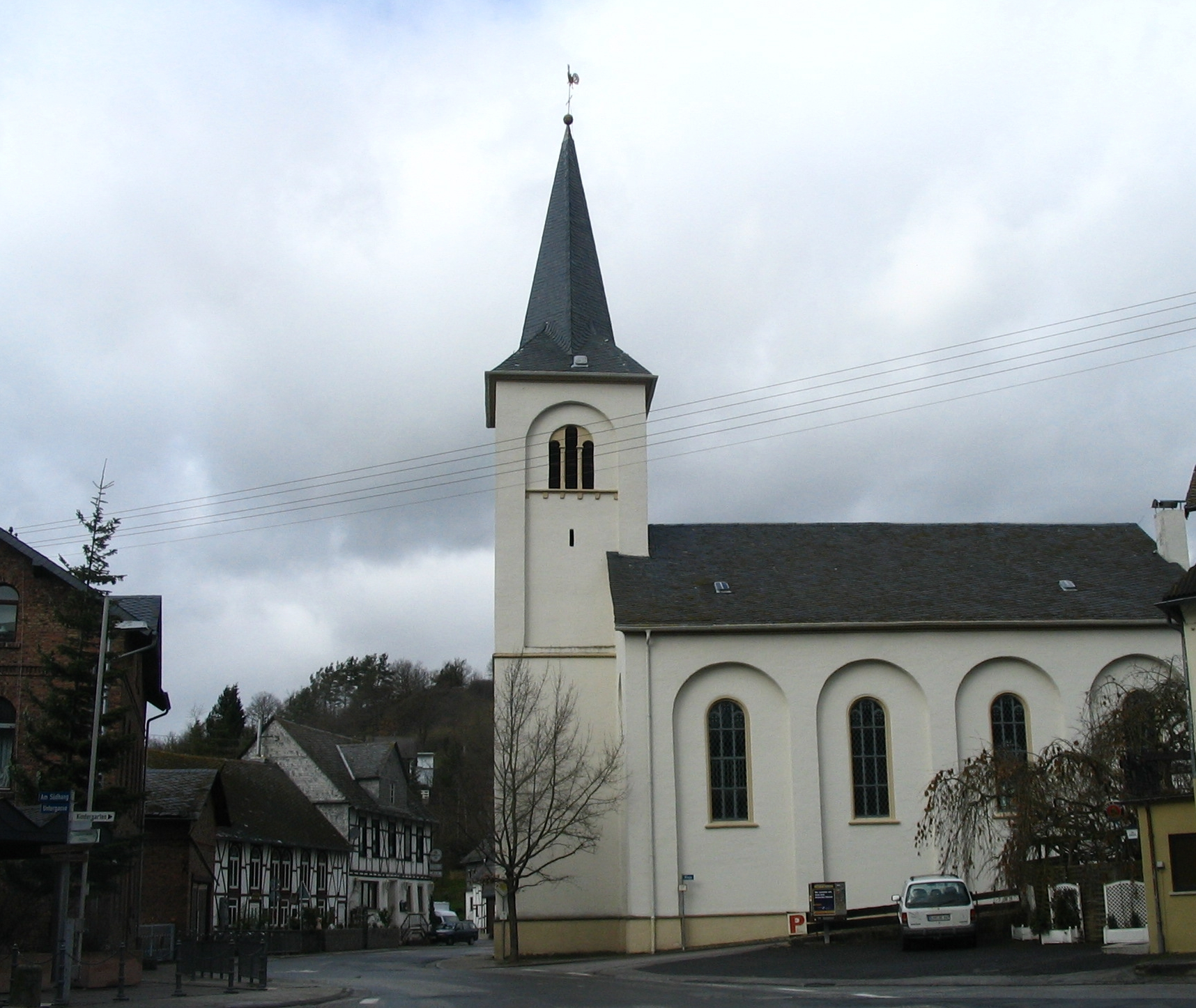
Kirche im Dorfzentrum

Mengerschied ist eine Ortsgemeinde im Rhein-Hunsrück-Kreis in Rheinland-Pfalz. Sie gehört der Verbandsgemeinde Simmern-Rheinböllen an.

## Geographie
Der Ort liegt am Fuße des Soonwaldes inmitten der Mittelgebirgslandschaft des Hunsrücks im Tal des Lametbachs. Im Ort vereinigen sich der Lamet- und der Brühlbach und fließen in Richtung des Kellenbachtales, das die Fortsetzung des Simmerbachtales ist.
Der aus nur wenigen Häusern bestehende Ortsteil Layenkaul liegt nordöstlich des Dorfes am Brühlbach.
| Ravengiersburg, Maitzborn und Kirchberg | Sargenroth                                  | Tiefenbach   |
| Womrath und Dickenschied                | Kompassrose, die auf Nachbargemeinden zeigt | der Soonwald |
| Gemünden und Gehlweiler                 | Schwarzerden und Henau                      | der Soonwald |

## Geschichte
Mengerschied ist einer der älteren Orte im Rhein-Hunsrück-Kreis. In einer Urkunde um 1080 erscheint der Ortsname als „Mengezerodt“. Der Name wandelte sich im 15. und 16. Jahrhundert über „Mengersroit“, „Mengersrade“ (1502), „Mengerschitt“ (1584) zu „Mengerschied“ (1785).
Mengerschied gehörte zum Oberamt und Herzogtum Pfalz-Simmern und kam 1673 zur Kurpfalz. Mit der Besetzung des linken Rheinufers 1794 durch französische Revolutionstruppen wurde der Ort französisch, 1815 wurde er auf dem Wiener Kongress dem Königreich Preußen zugeordnet. Eine Brandkatastrophe 1841, die 28 Gebäude vernichtete und nachfolgende Hungerjahre ließen mehr als 50 Personen nach Brasilien, USA, England und Südafrika auswandern. Im Zweiten Weltkrieg entstanden im Ort große Schäden durch Artilleriebeschuss. Seit 1946 ist der Ort Teil des damals neu gegründeten Landes Rheinland-Pfalz.

## Politik

### Gemeinderat
Der Gemeinderat in Mengerschied besteht aus zwölf Ratsmitgliedern, die bei der Kommunalwahl am 9. Juni 2024 in einer Mehrheitswahl gewählt wurden, und dem ehrenamtlichen Ortsbürgermeister als Vorsitzendem.

### Bürgermeister
Bei der Kommunalwahl am 9. Juni 2024 war kein Kandidat angetreten.
Erst bei der konstituierenden Sitzung des Gemeinderates Mitte September 2024 wählte der Gemeinderat Rainer Stiel zum Ortsbürgermeister.

## Wirtschaft und Infrastruktur

### Gewerbe und Landwirtschaft
Zahlreiche Handwerke, Landwirtschaft, Waldwirtschaft und Schieferabbau waren lange Zeit die Haupterwerbsquellen der Bevölkerung. Die etwa 450 ha umfassende Feldmark wird statt von etwa 70 Kleinlandwirten im Jahre 1950 heute nur noch von drei Haupterwerbslandwirten bestellt. Der größte Teil der Arbeitnehmer ist im Dienstleistungssektor beschäftigt. Im Ort sind nur noch einige wenige Handwerksbetriebe wie Bäcker und Schreiner ansässig.

### Freizeit
Der Ort ist gut an das Hunsrücker Radwegenetz Schinderhannes-Soonwald-Radweg von Simmern nach Gemünden angeschlossen. Wanderer können die Traumschleife „Soonwald“ und diverse Wanderziele im Soonwald (z. B. Wildburg, Alteburg und Koppenstein) erwandern. Der direkt an den Ort angrenzende Soonwald bietet viele Naturerlebnisse.
Ein Wanderziel ist das obere Lametbach-Tal mit kleinen Wasserfällen und nahe bei der Felsformation „Alte Kuh“. Über dieses Felsgebilde rankt sich eine alte Sage: Danach dreht sich die „Alte Kuh“ einmal um sich selbst, wenn sie das Mittagsläuten der Mengerschieder Kirche um 11 Uhr hören kann.

## Verschiedenes
Das „Soonwald Schlößchen“ der Soonwald Schlößchen Bildungsstätte GmbH am Rand der Gemeinde Mengerschied ist Schauplatz der im April und Mai 2006 gedrehten und im Januar 2007 in der ARD erstmals ausgestrahlten Fernsehserie Die Bräuteschule 1958, in der 10 Hauswirtschaftsschülerinnen im Rahmen einer Zeitreise (Living-History-Kategorie) sechs Wochen lang unter nachgestellten Bedingungen der 1950er-Jahre lebten.
Auf dem Friedhof von Mengerschied steht unter Dach geschützt ein Taufstein einer früheren Walpurgis-Kapelle aus dem Mittelalter, der exakt dem gleichen Taufstein im Dom zu Erfurt entspricht. Beide Taufsteine wurden von einem unbekannten Steinmetz hergestellt.
Im oberen Lamettal gibt es einen Tiefbrunnen der zur Wasserversorgung in der Verbandsgemeinde Simmern-Rheinböllen beiträgt.

## Persönlichkeiten
- Ernst Berg (* 1948 in Mengerschied), Agrarökonom und Hochschullehrer